# Поліція Чехії
Поліція Чеської Республіки (чеськ. Policie České republiky, PČR) — це озброєні сили безпеки Чеської Республіки, державна поліція з юрисдикцією на всій території республіки.
Її було створено 15 липня 1991 року шляхом перетворення чеської частини Служби громадської безпеки Чехословаччини, а саме в день оприлюднення Закону ЧНР № 283/1991 Зб. про поліцію Чеської Республіки. З 1 січня 2009 року діяльність поліції Чеської Республіки регулюється Законом № 273/2008 Зб. про поліцію Чеської Республіки.
Службові відносини поліції регулюються Законом № 361/2003 Зб. про службові відносини співробітників сил безпеки. Станом на 1 січня 2021 року поліція Чеської Республіки налічувала 40 434 особи . Також у поліції працюють її цивільні службовці, які наймаються відповідно до Закону № 262/2006 Зб. Кодексу законів про працю . Поліцію Чеської Республіки очолює президент поліції, яким з 2022 року є Мартін Вондрашек.

## Організація та управління
Поліція Чеської Республіки підпорядковується Міністерству внутрішніх справ Чеської Республіки, яке створює умови для виконання завдань поліції. Поліція поділяється на департаменти, якими є Президія поліції Чеської Республіки, поліцейські департаменти загальнодержавної юрисдикції, регіональні дирекції поліції та департаменти, створені в регіональній дирекції .

### Президія поліції Чеської Республіки
Діяльністю поліції керує Президія поліції Чеської Республіки на чолі з президентом поліції, який призначається міністром внутрішніх справ і відповідає перед ним за діяльність поліції. Президентові поліції підпорядковуються його заступники у складі президії: перший заступник (йому підпорядковані служба охорони порядку, дорожня поліція, служба контролю зброї і засобів безпеки, оперативний відділ), заступник з питань кримінальної поліції та слідчої служби і заступник з економіки. Крім того, безпосередньо президії поліції підпорядковано Оркестр Градової Стражі та поліції Чеської Республіки (чеськ. Hudba Hradní stráže a Policie České republiky) . З 1 квітня 2022 року президентом поліції є генерал-поручник Мартін Вондрашек.

### Поліцейські відділи загальнодержавної юрисдикції
Окремі відділи очолені директорами, які призначаються на посади та звільняються з посад президією поліції. Директора Управління охорони Президента Чеської Республіки призначає та звільняє з посади президент поліції за згодою Президента Чеської Республіки. П'ять департаментів підпадають під юрисдикцію Управління кримінальної поліції та слідчої служби (чеськ. Úřad služby kriminální policie a vyšetřování, SKPV). До поліції входять наступні підрозділи загальнонаціонального масштабу :
- Інститут криміналістики (чеськ. Kriminalistický ústav)
- Повітряна служба (Letecká služba)
- Національний антинаркотичний штаб SKPV (Národní protidrogová centrála SKPV)
- Піротехнічна служба (Pyrotechnická služba)
- Управління зовнішньої поліції (Ředitelství služby cizinecké policie)
- Управління документування та розслідування злочинів комунізму SKPV (Úřad dokumentace a vyšetřování zločinů komunismu SKPV)
- Управління поліцейської освіти та службової підготовки (Útvar policejního vzdělávání a služební přípravy)
- Національний штаб по боротьбі з організованою злочинністю SKPV (Národní centrála proti organizovanému zločinu SKPV)
- Управління охорони президента Чехії (Útvar pro ochranu prezidenta České republiky)
- Охоронна служба поліції Чехії (Ochranná služba Policie České republiky)
- Підрозділ швидкого розгортання (Útvar rychlého nasazení)
- Підрозділ спеціальних операцій SKPV (Útvar speciálních činností SKPV)
- Підрозділ збору розвідданих SKPV (Útvar zvláštních činností SKPV)

Раніше існували такі національні управління, як Підрозділ виявлення незаконних доходів та податкових злочинів, Підрозділ виявлення організованої злочинності та Підрозділ з виявлення корупції та фінансових злочинів. Останні два управління були об'єднані в Національний штаб по боротьбі з організованою злочинністю.

### Відділи з територіально визначеними повноваженнями
Управління з територіально визначеними повноваженнями, як правило, є регіональними дирекціями та створеними при них департаментами: 

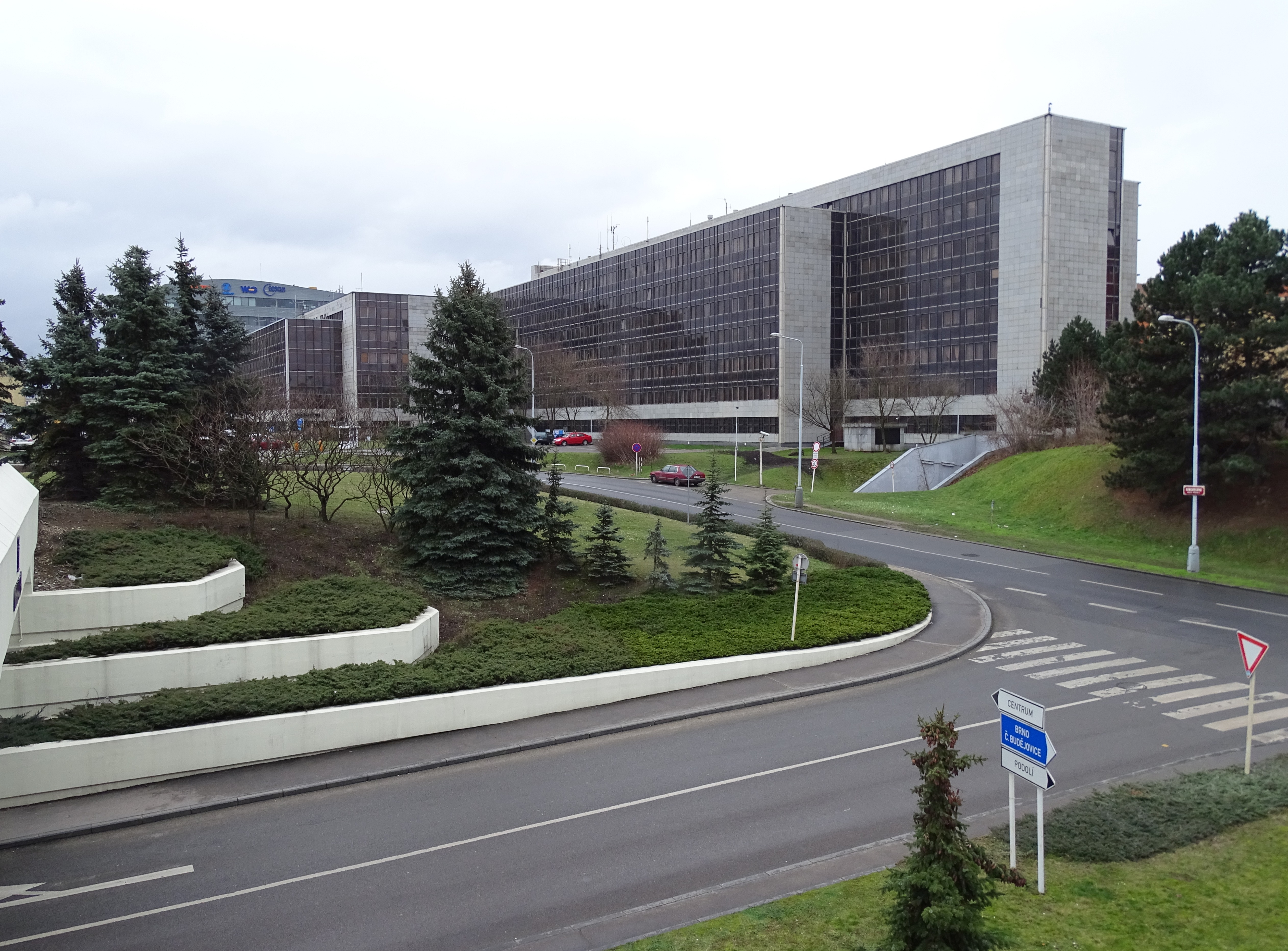
Регіональне управління поліції Чеської Республіки в Празі

- Регіональне управління поліції Праги;
- Регіональне управління поліції Середньочеського краю (штаб-квартира в Празі);
- Регіональне управління поліції Південночеського краю (штаб-квартира в Чеських Будейовицях);
- Регіональне управління поліції Пльзеньського краю (штаб-квартира Пльзень);
- Регіональне управління поліції Карловарського краю (штаб-квартира в Карлових Варах);
- Регіональне управління поліції Устецького краю (штаб-квартира в Устях-над-Лабем);
- Регіональне управління поліції Ліберецького краю (штаб-квартира в Лібереці);
- Регіональне управління поліції Краловградецького краю (штаб-квартира у Градець-Кралове);
- Регіональне управління поліції Пардубіцького краю (штаб-квартира в Пардубіце);
- Регіональне управління поліції краю Височина (штаб-квартира в Їглаві);
- Регіональне управління поліції Південноморавського краю (штаб-квартира в Брно);
- Регіональне управління поліції Оломоуцького краю (штаб-квартира в Оломоуці);
- Регіональне управління поліції Злінського краю (штаб-квартира в Зліні);
- Регіональне управління поліції Моравсько-Сілезького краю (штаб-квартира в Остраві).

Президент поліції створює територіальні організації в кожному обласному управлінні за поданням його директора відповідно до окремих районів. У Брно, Остраві та Пльзені натомість є міські дирекції, а в столиці — чотири регіональні дирекції в місті Празі. Потім створюються окремі регіональні та місцеві департаменти як ще нижча ланка в цих департаментах і дирекціях. Однак організаційним компонентом держави, яка зовні виступає як поліція, є лише регіональні управління. Всі нижчі підрозділи з територіально визначеними повноваженнями, хоча вони самостійно здійснюють визначену внутрішніми правилами діяльність, є їхніми внутрішніми організаційними одиницями.

## Функції

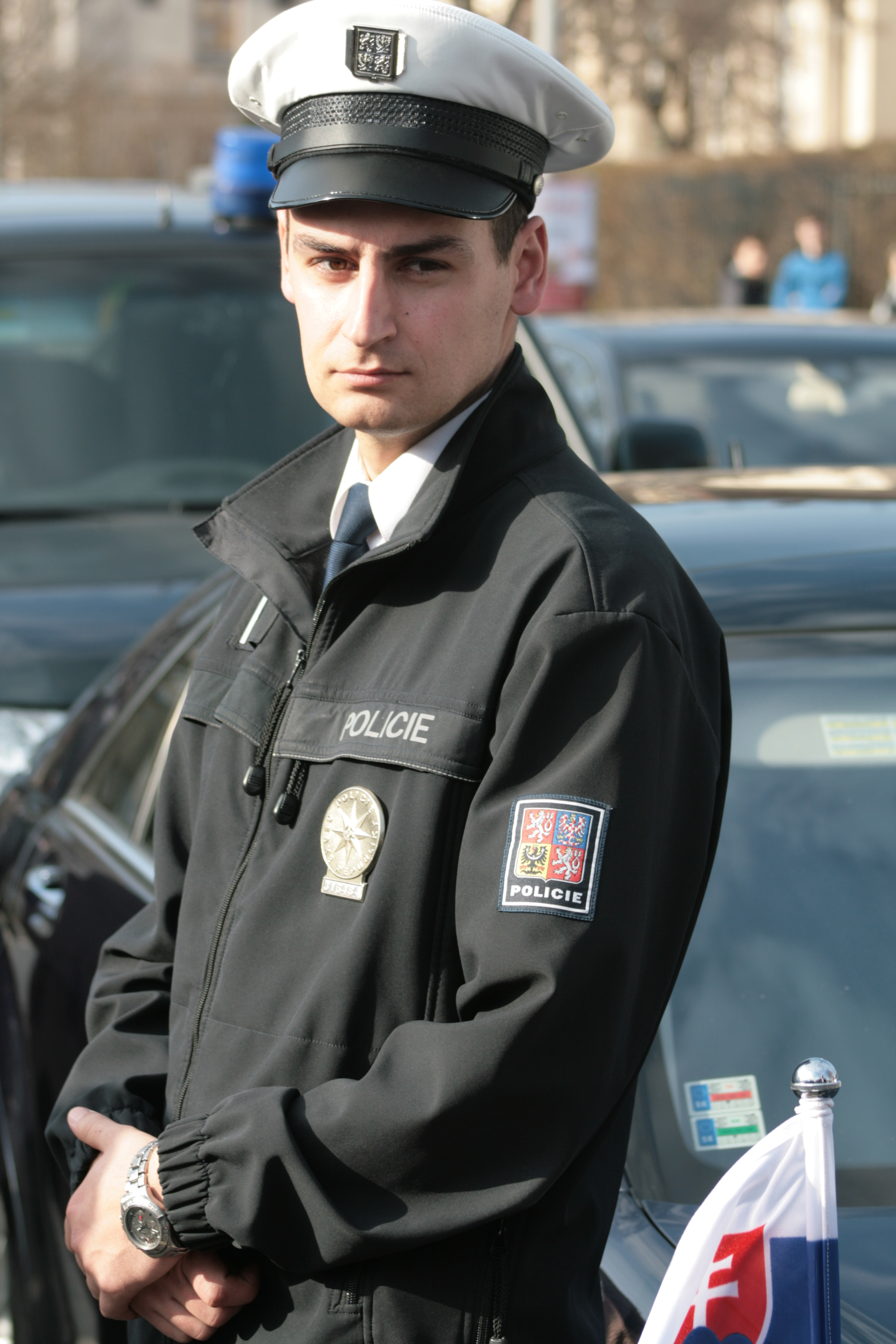
Працівник дорожньої поліції за роботою.

Поліція виконує, зокрема, такі завдання:
- захищає безпеку людей і майна;
- співпрацює у забезпеченні громадського порядку, а в разі його порушення вживає заходів до його відновлення;
- очолює боротьбу з тероризмом;
- розкриває злочини, встановлює причетних осіб та вживає заходів щодо запобігання злочинній діяльності, здійснює розслідування кримінальних справ — виконує функції поліцейського органу у кримінальному провадженні (виявлення та перевірка фактів, що вказують на вчинення злочину, винним у якому є працівник поліції або державний службовець, а згодом і розслідування, проводяться Генеральною інспекцією сил безпеки[cz]);
- в обмеженому обсязі забезпечує охорону державного кордону;
- забезпечує охорону конституційних посадових осіб і безпеку осіб, що знаходяться під захистом, яким під час перебування на території Чеської Республіки надається особиста охорона відповідно до міжнародних угод (особливо Служба охорони поліції Чеської Республіки);
- забезпечує охорону посольств, житлових будинків парламенту, Президента республіки, Конституційного суду, Міністерства закордонних справ, Міністерства внутрішніх справ та інших будівель, які мають особливе значення для внутрішнього порядку та безпеки, визначені урядом;
- здійснює нагляд за безпекою та плинністю дорожнього руху та співпрацює в його управлінні;
- перевіряє документи про страхування відповідальності за шкоду, заподіяну внаслідок експлуатації транспортного засобу;
- веде облік і статистику, необхідні для виконання своїх завдань;
- оголошує правопорушників у всереспубліканський розшук;
- на підставі повідомлення Пенітенціарної служби Чеської Республіки[cz] здійснює дії, пов'язані з негайним переслідуванням осіб, які втекли з-під варти або з місць ув'язнення;
- забезпечує аварійний захист визначених урядом ядерних установок та бере участь у фізичному захисті ядерного матеріалу під час його транспортування;
- у співпраці з муніципалітетами бере участь у забезпеченні місцевого громадського порядку;
- виконує завдання органів державної адміністрації.

## Повноваження поліцейського
Офіцер поліції має ряд повноважень згідно з умовами, викладеними в Законі про поліцію Чеської Республіки, під час здійснення службових втручань або дій. Зокрема, він має право вимагати від осіб пояснень і надання посвідчення особи. Він також може утримувати особу в камері затримання на термін до 24 годин (у випадку з громадянином іншої держави під час прийняття рішення про адміністративну депортацію — до 48 годин) і обмежити рух агресивної особи, прив'язавши її до відповідного предмета. Працівник поліції має право вилучати зброю, обшукувати транспортні засоби, забороняти вхід у визначене місце, а також проникати на територію підприємства або за місцем проживання особи у випадках, передбачених законом. У разі обґрунтованого побоювання загрози життю чи здоров'ю людей, загрози заподіяння майнової шкоди у значних розмірах, або обґрунтованої підозри, що в помешканні знаходиться померла особа, поліціянт може відкрити помешкання або інший закритий простір.
Закон про поліцію Чеської Республіки також регулює дозвіл на застосування допоміжних оперативно-розшукових засобів у зв'язку з кримінальним провадженням (документи прикриття, засоби стеження, технології безпеки, спеціальні фінансові засоби, використання інформаторів).
З метою захисту безпеки людей і власної або майна і для підтримування порядку поліціянт може здійснювати заходи примусу до особи, яка становить загрозу. У випадках, визначених законом, поліціянт має право застосовувати зброю.

## Поліцейські машини, кольори і маркування
- Транспортні засоби, що перейшли від служби громадської безпеки Чехословаччини: основний колір жовтий хром, білі двері та капоти з чорними літерами POLICE, білий прямокутник на даху з чорним буквено-цифровим кодом виклику.

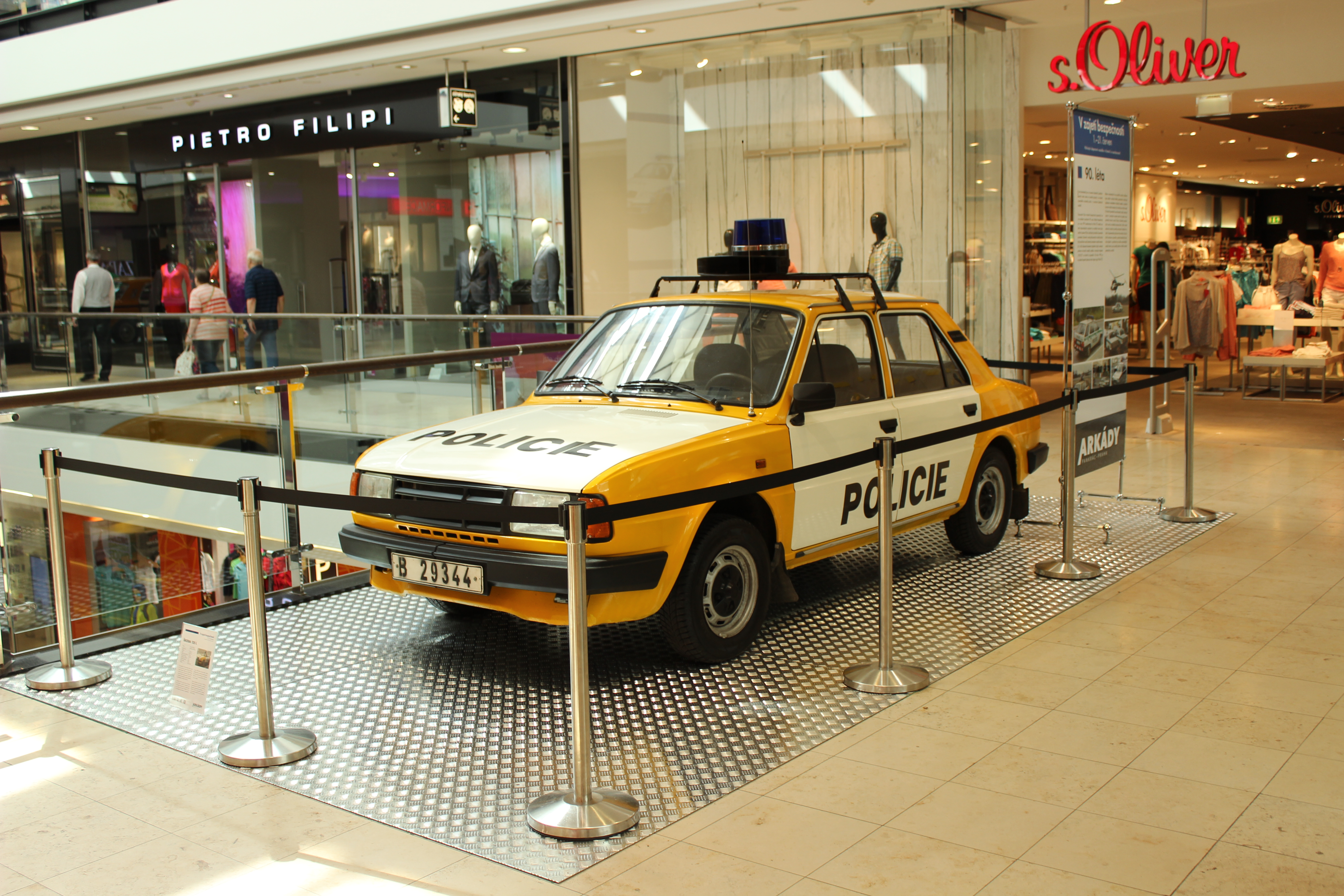
Škoda 125 L
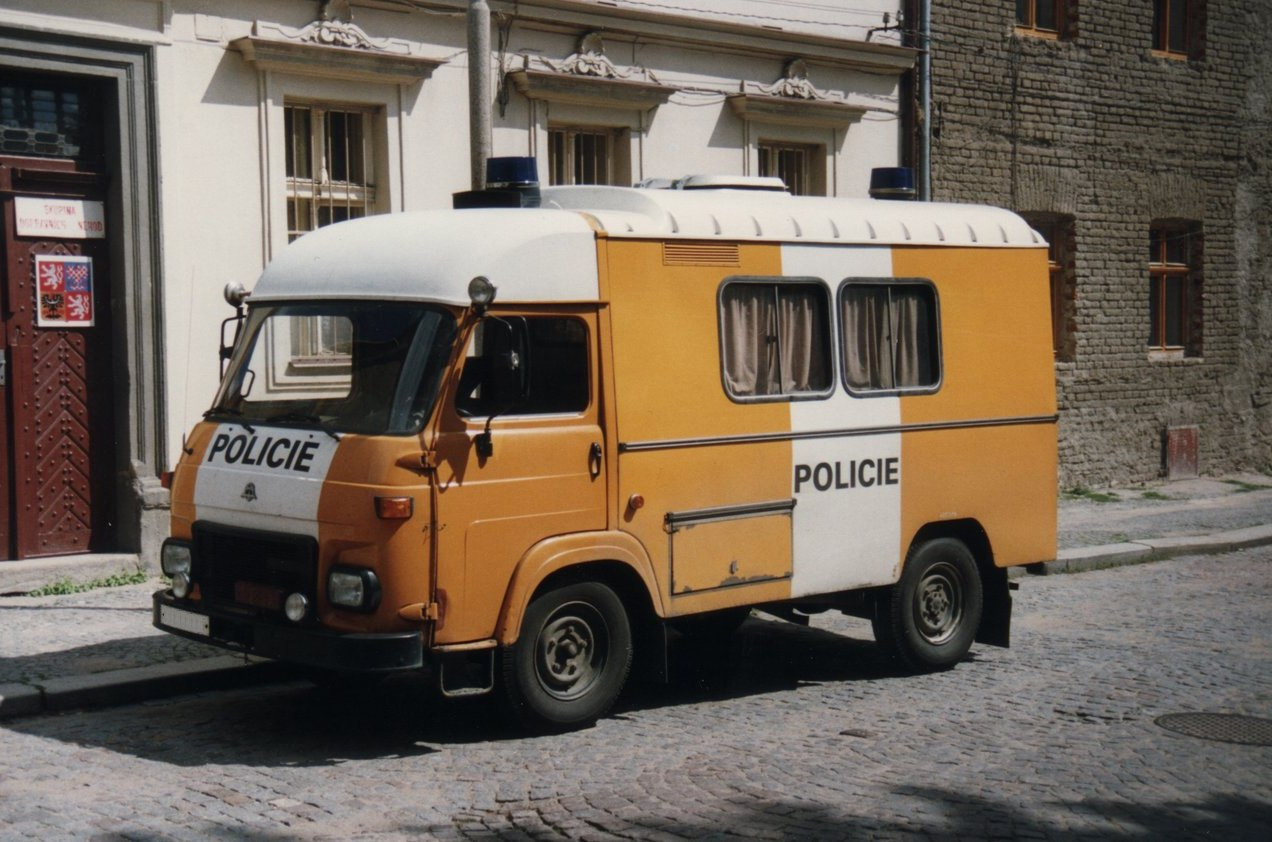
Автозак Avia A21

- 1991—2008 рр.: повністю біла фарба, зелена поздовжня смуга по всьому борту приблизно посередині висоти автомобіля (з 2007 року доповнена білим написом «POMÁHAT A CHRÁNIT»), чорний напис POLICE на боці, повноколірна кругла емблема поліції на передньому капоті.

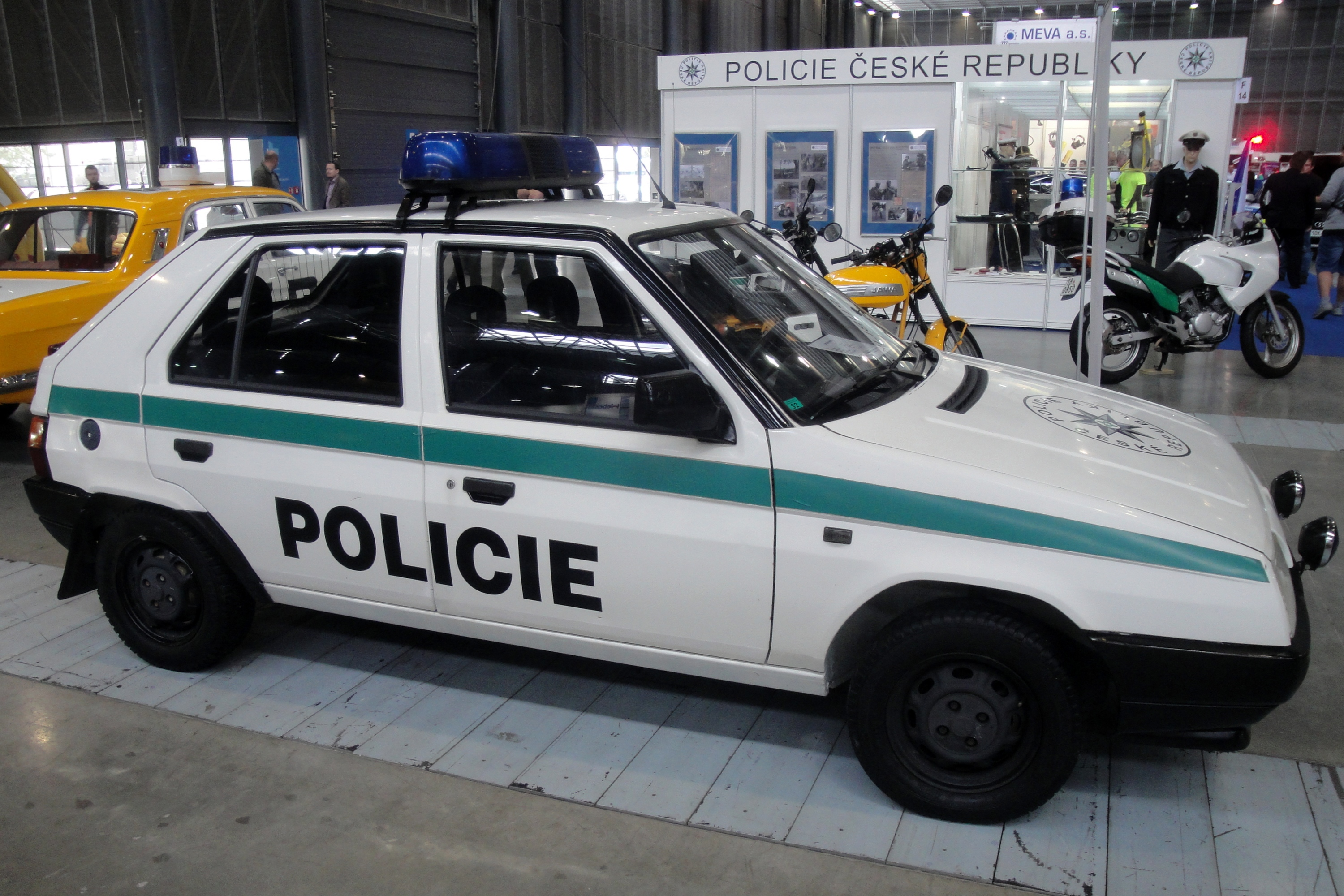
Škoda Favorit
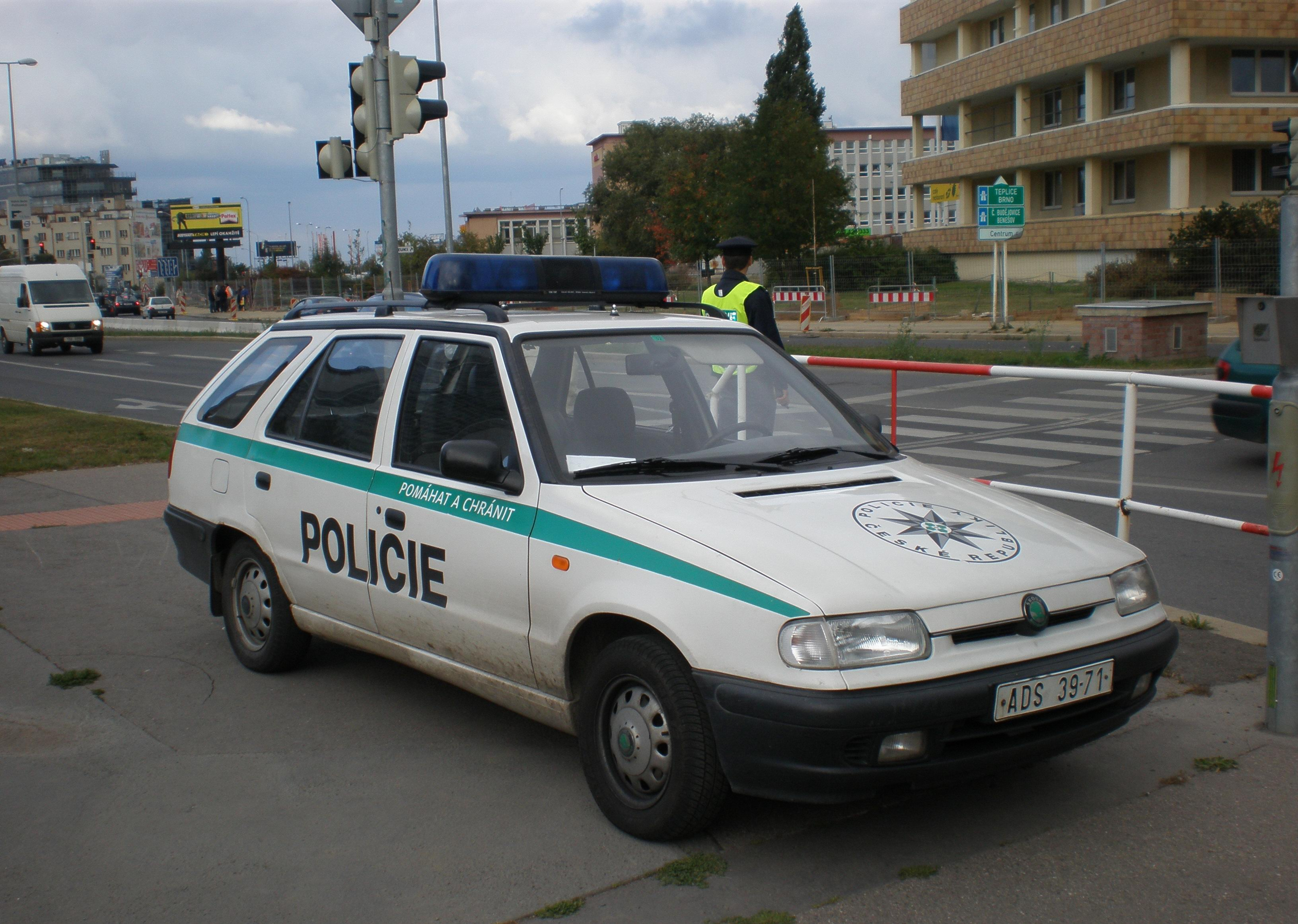
Škoda Felicia
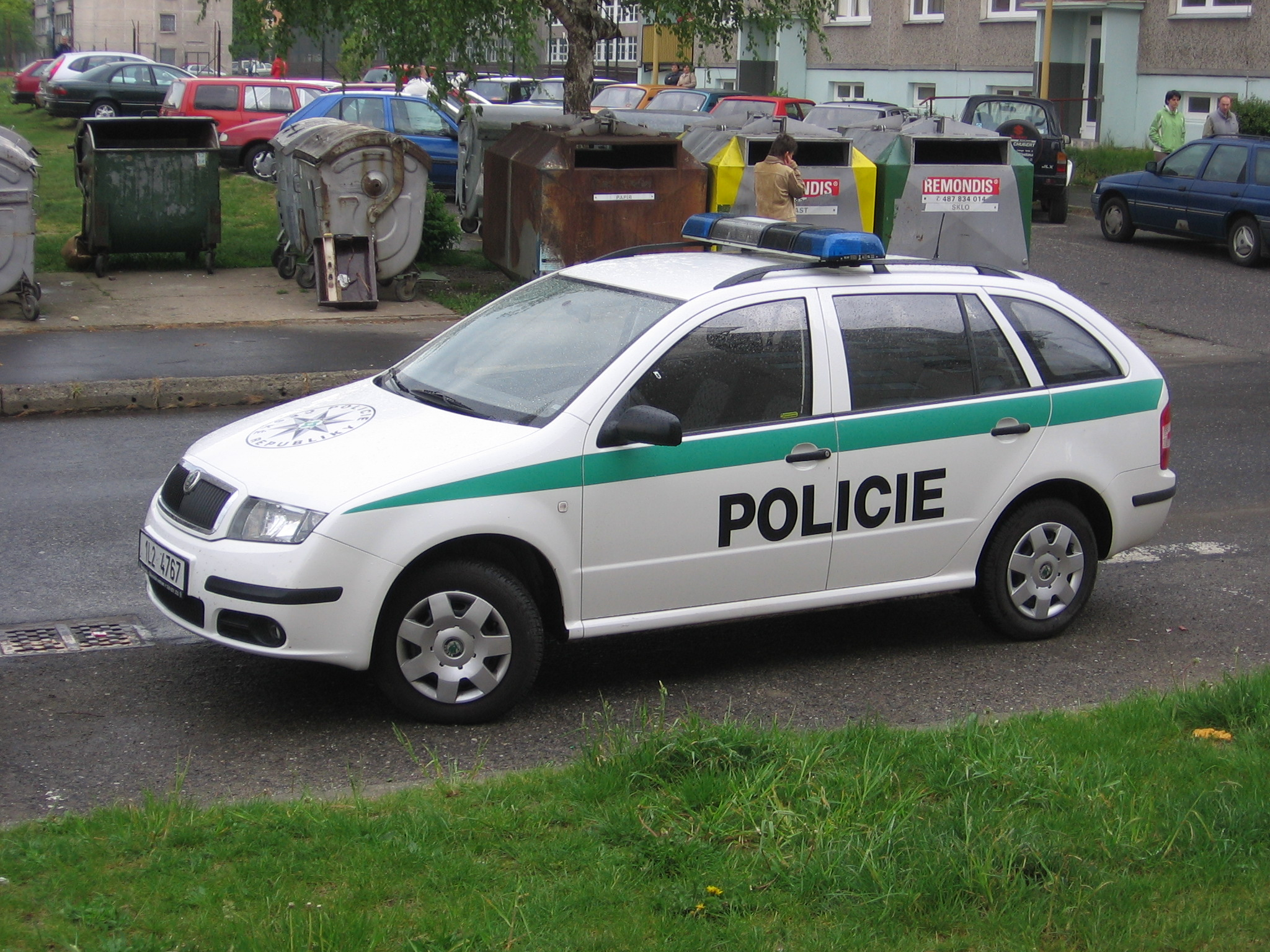
Škoda Fabia
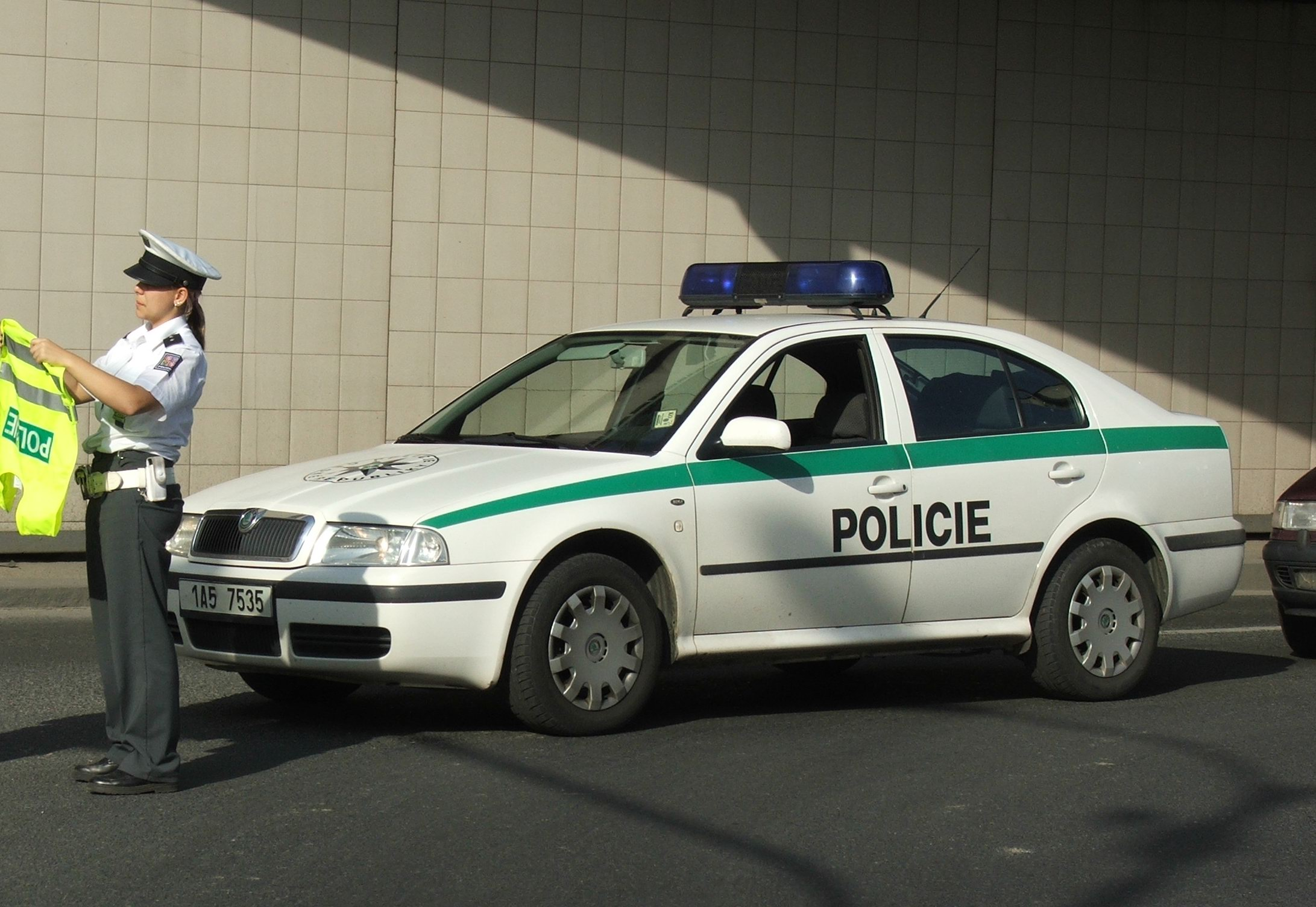
Škoda Octavia I
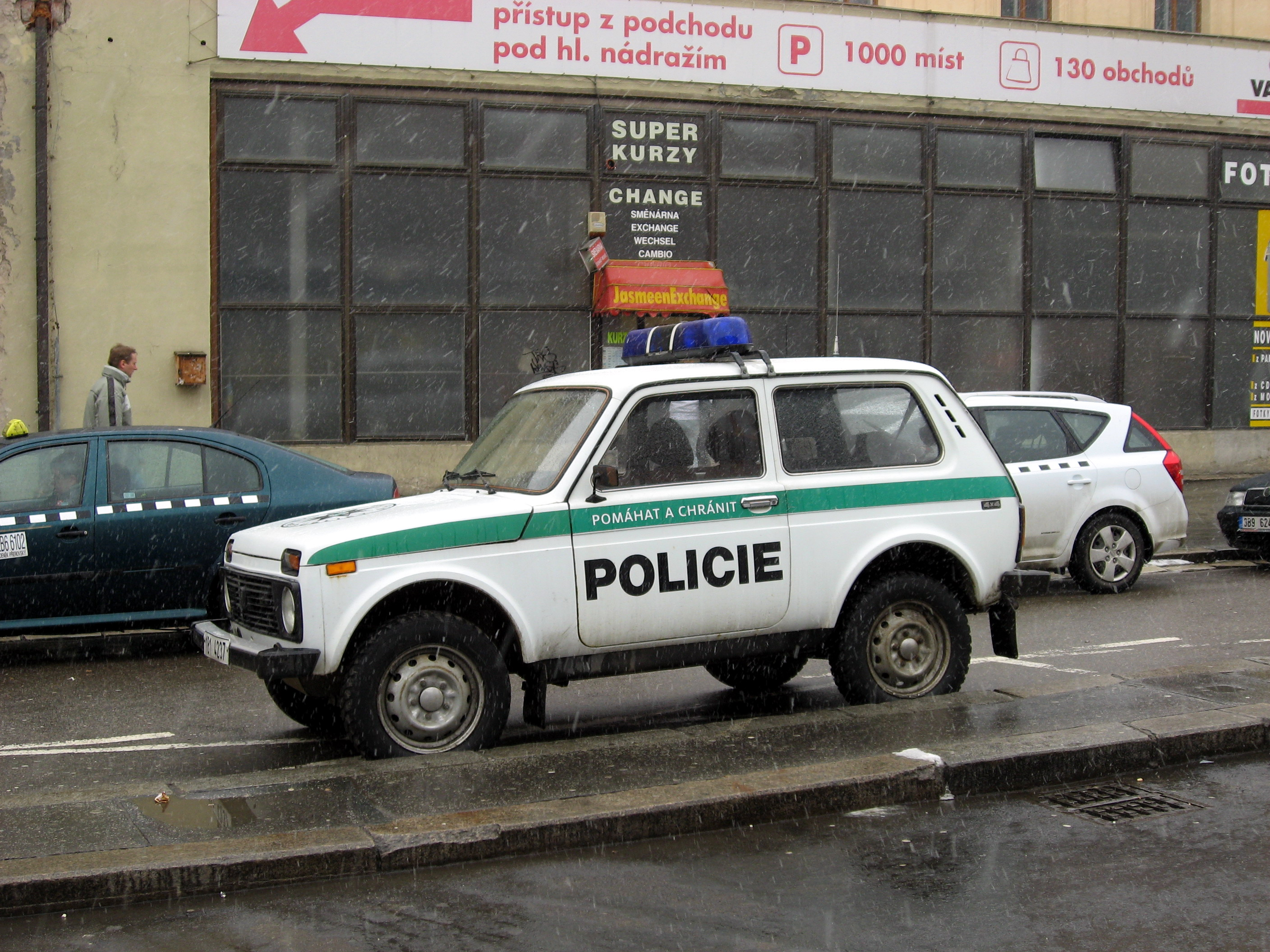
Lada Niva
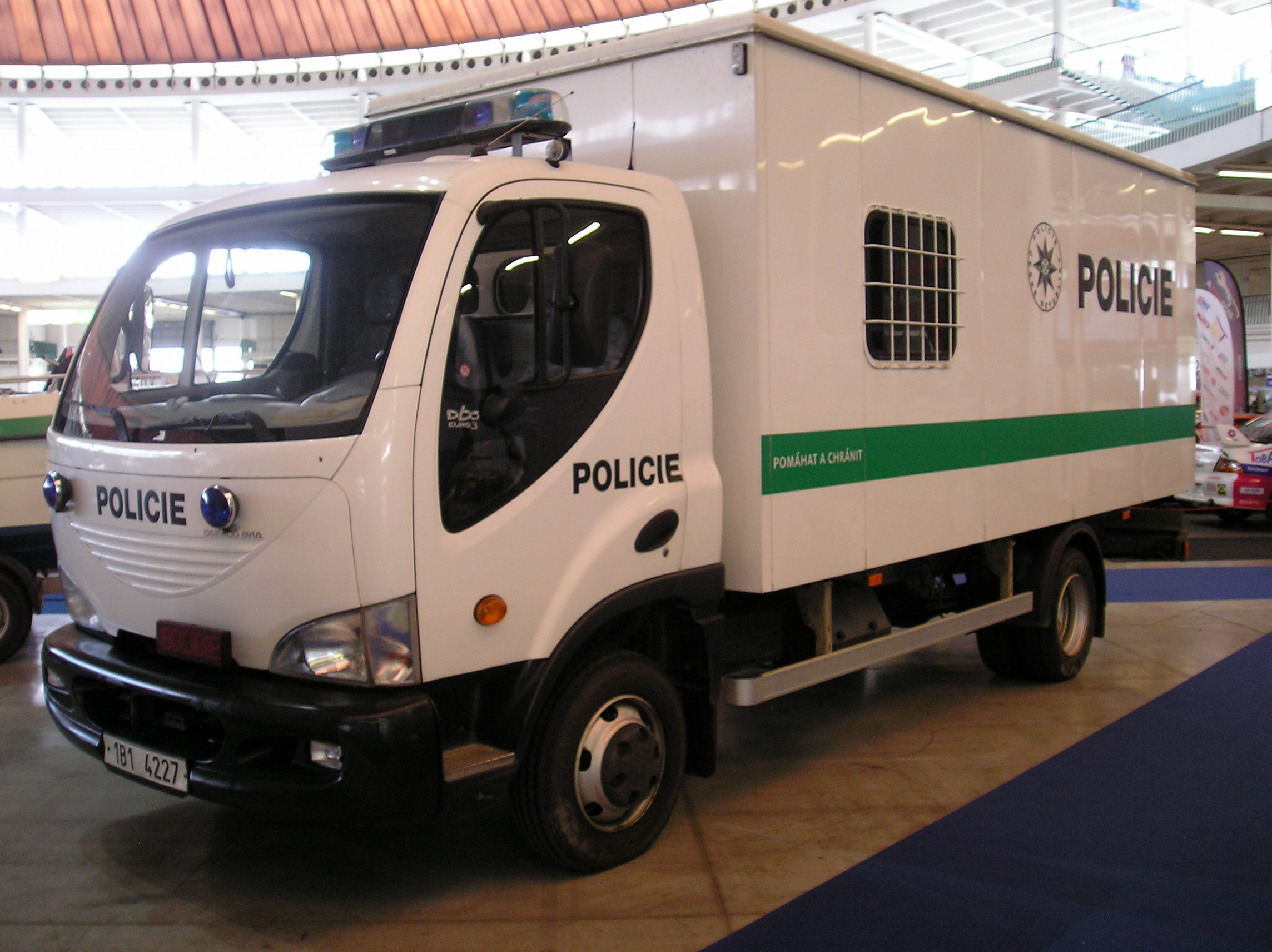
Автозак Avia D60
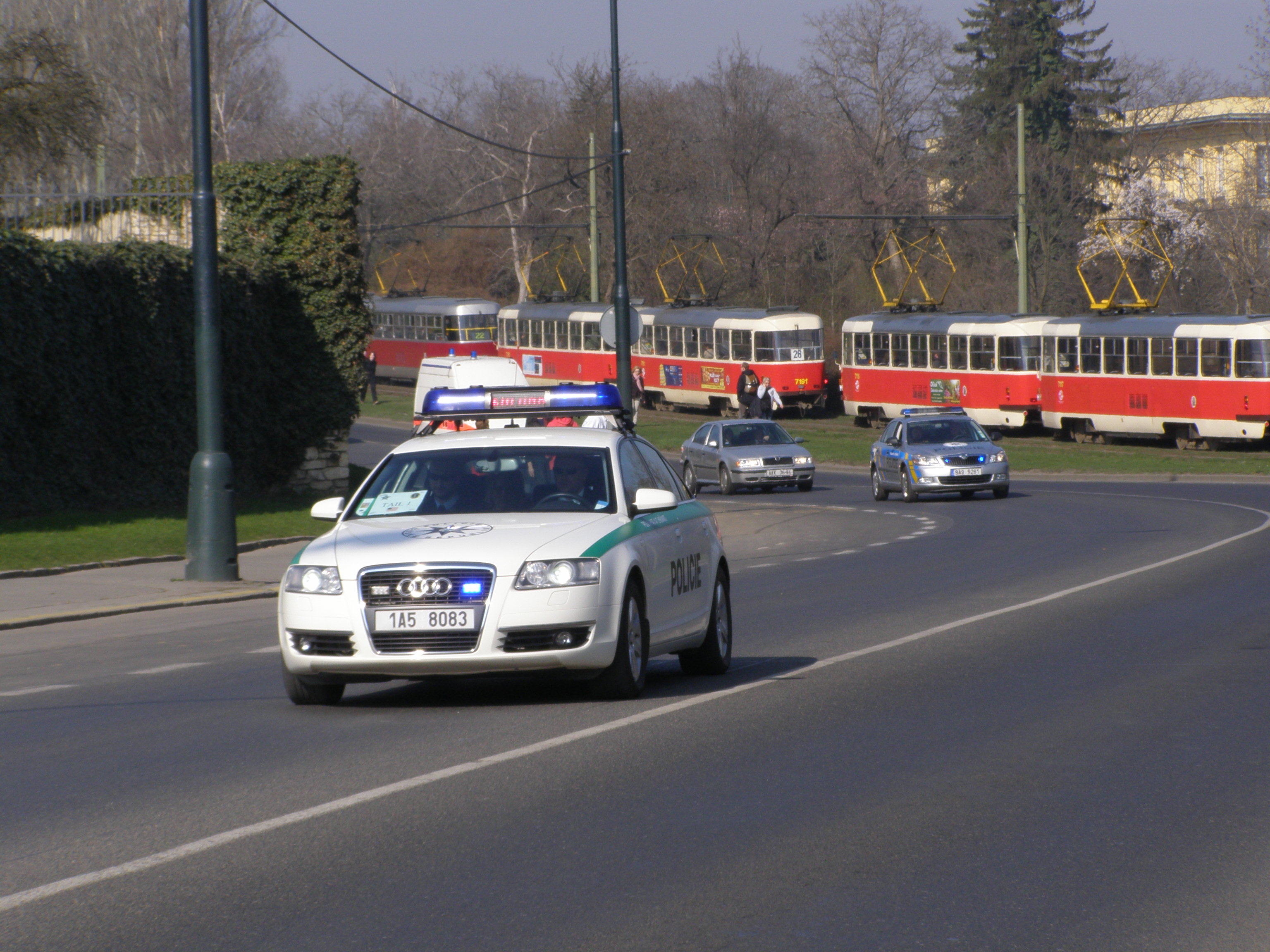
Audi A6
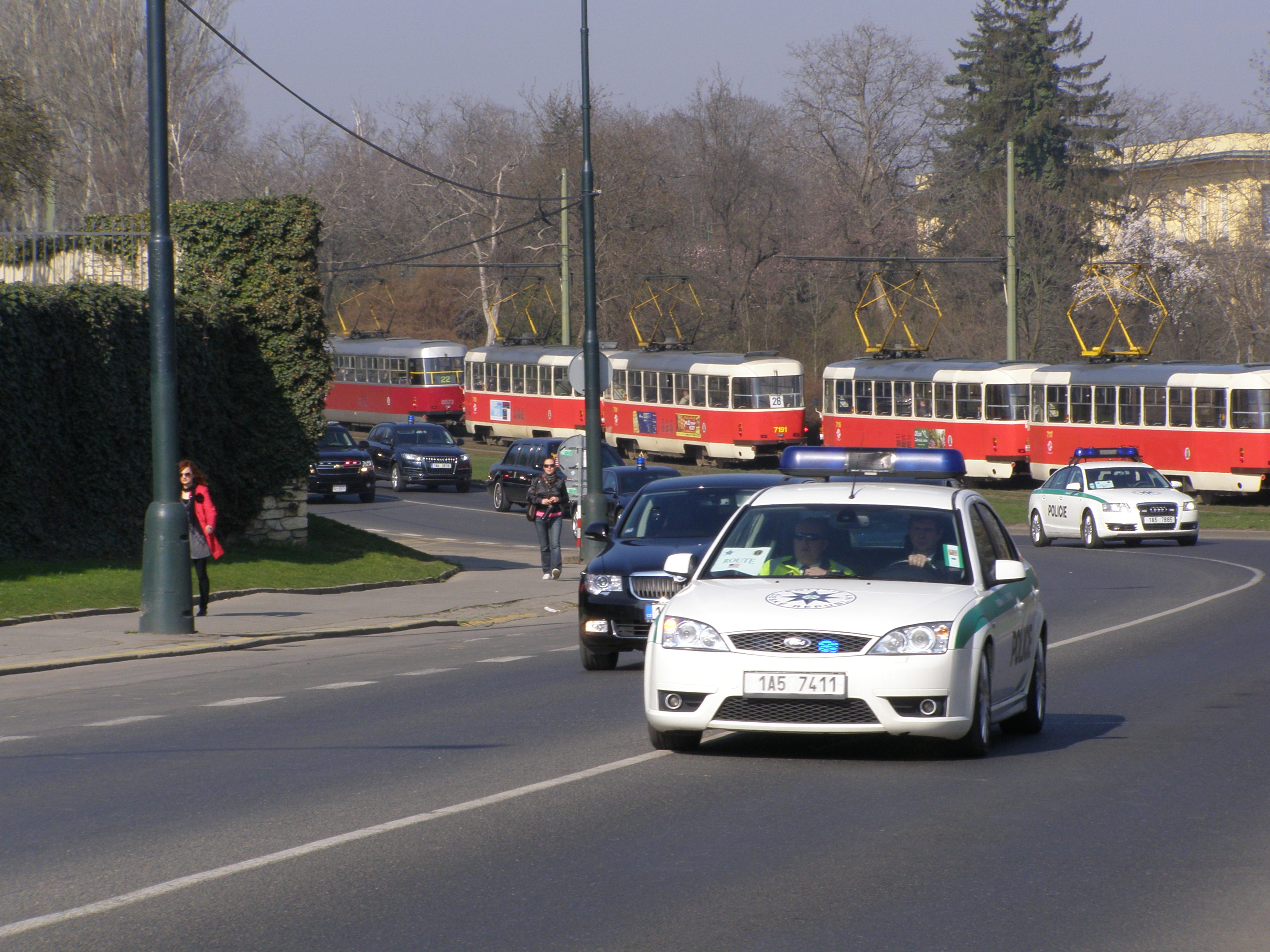
Ford Mondeo

- З 2009 р.: повністю срібляста фарба, поздовжня синя світловідбивна смуга по всьому борту приблизно посередині висоти автомобіля з білими написами «POMÁHAT A CHRÁNIT» і номер екстреної поліції 158, косі жовто-сині світловідбивні смуги приблизно в 1/4 і 3/4 довжини автомобіля, чорний напис POLICE на боці, повноколірна кругла емблема поліції і чорний напис POLICE на капоті.

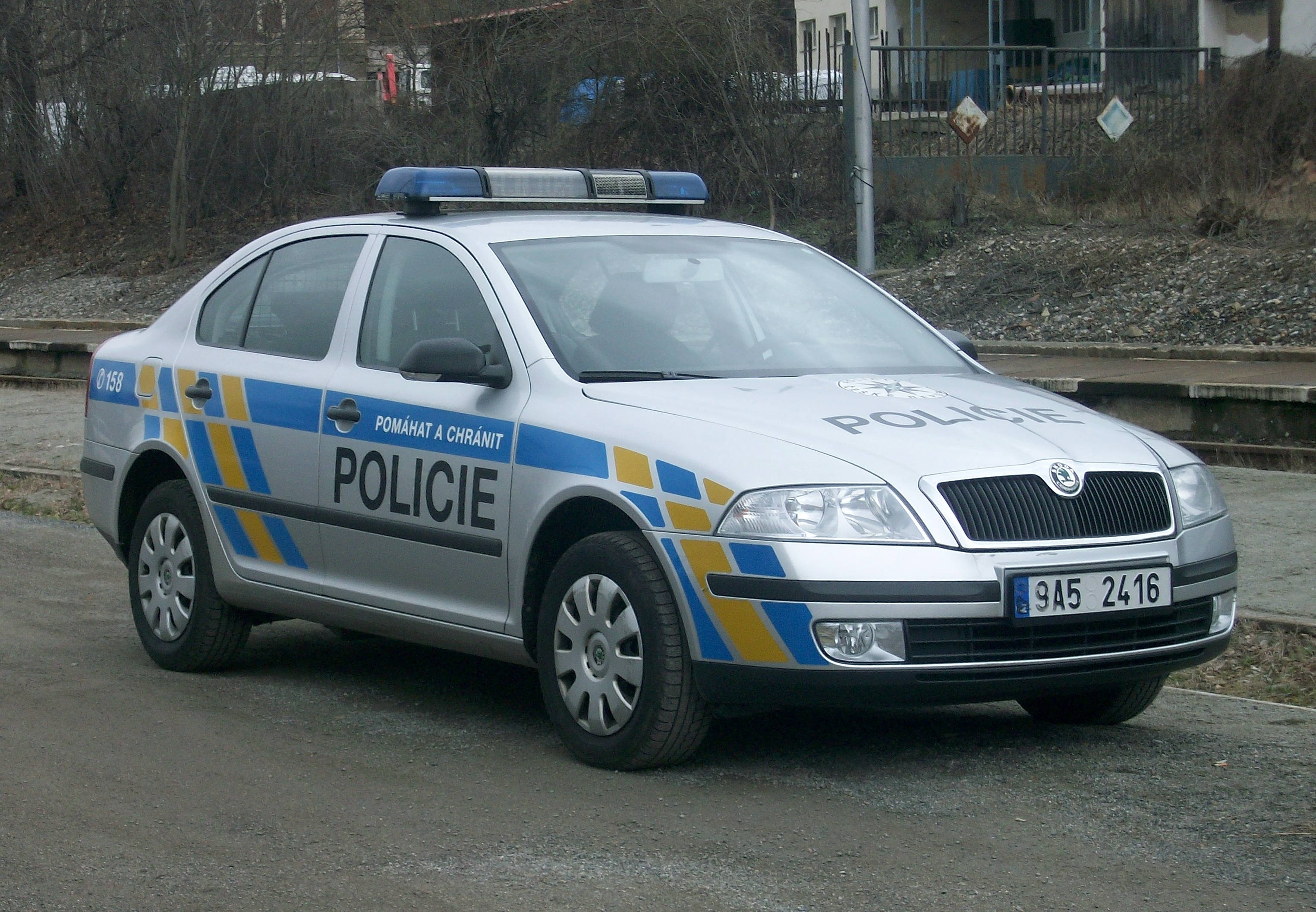
Škoda Octavia II
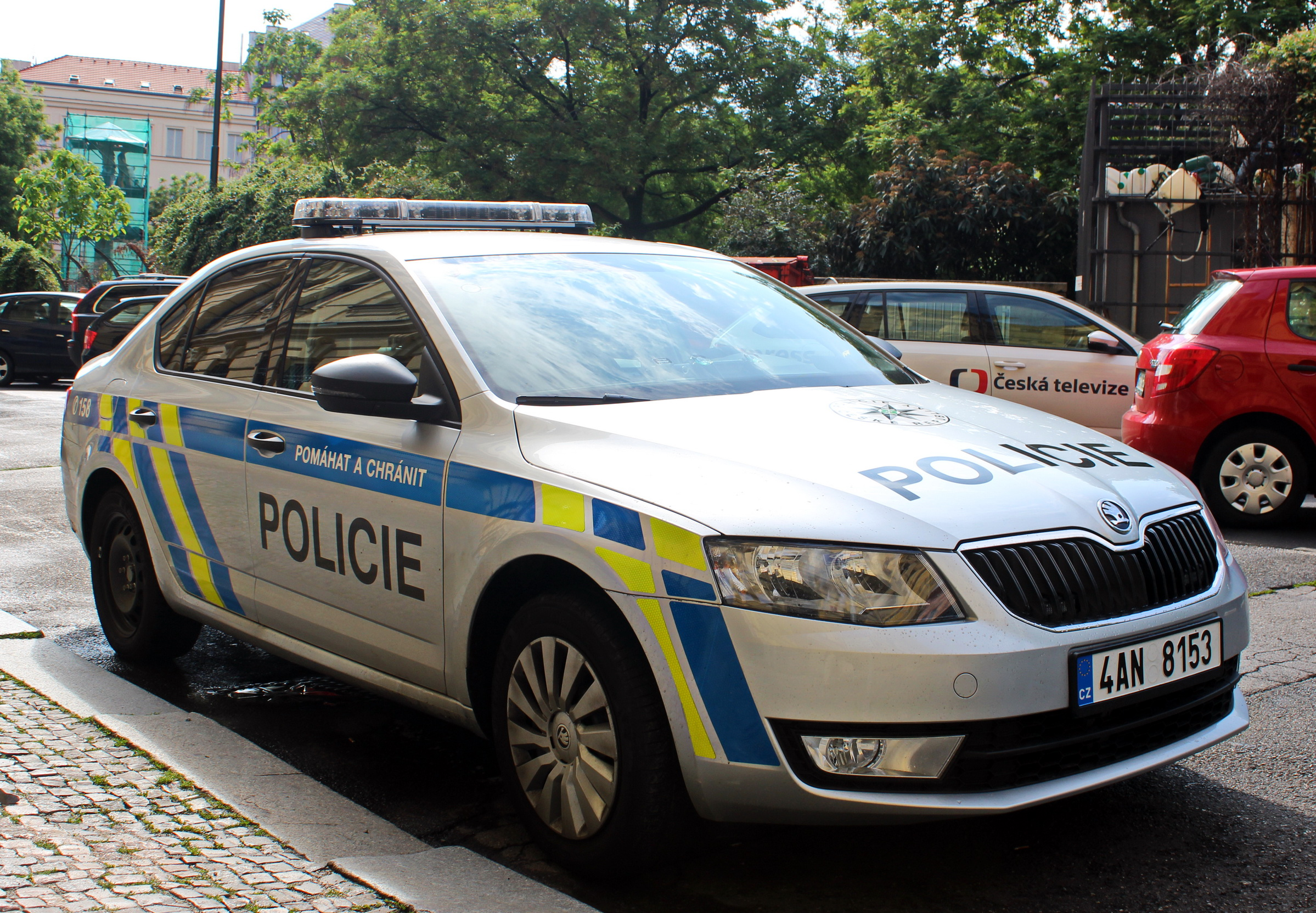
Škoda Octavia III
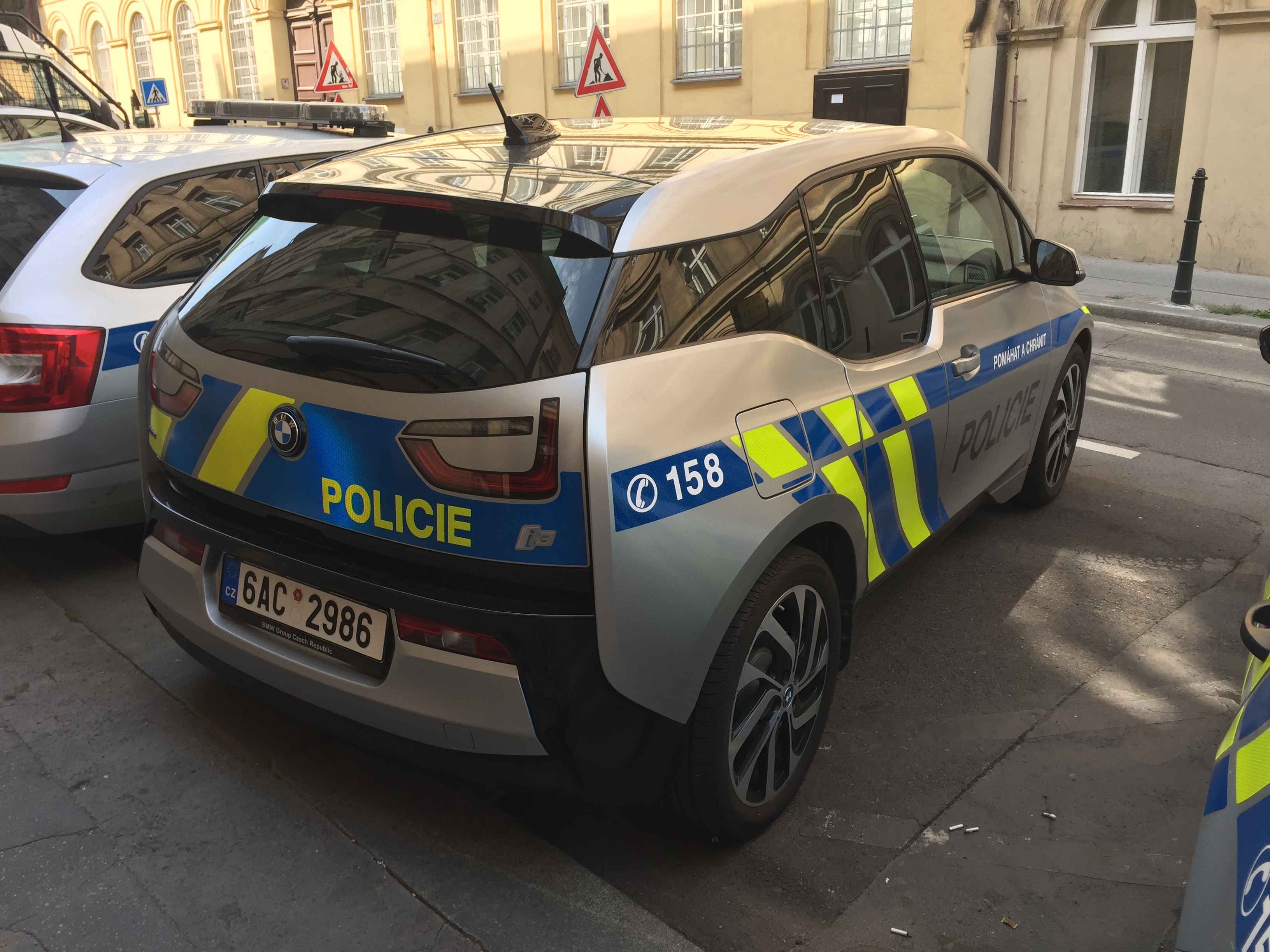
BMW i3
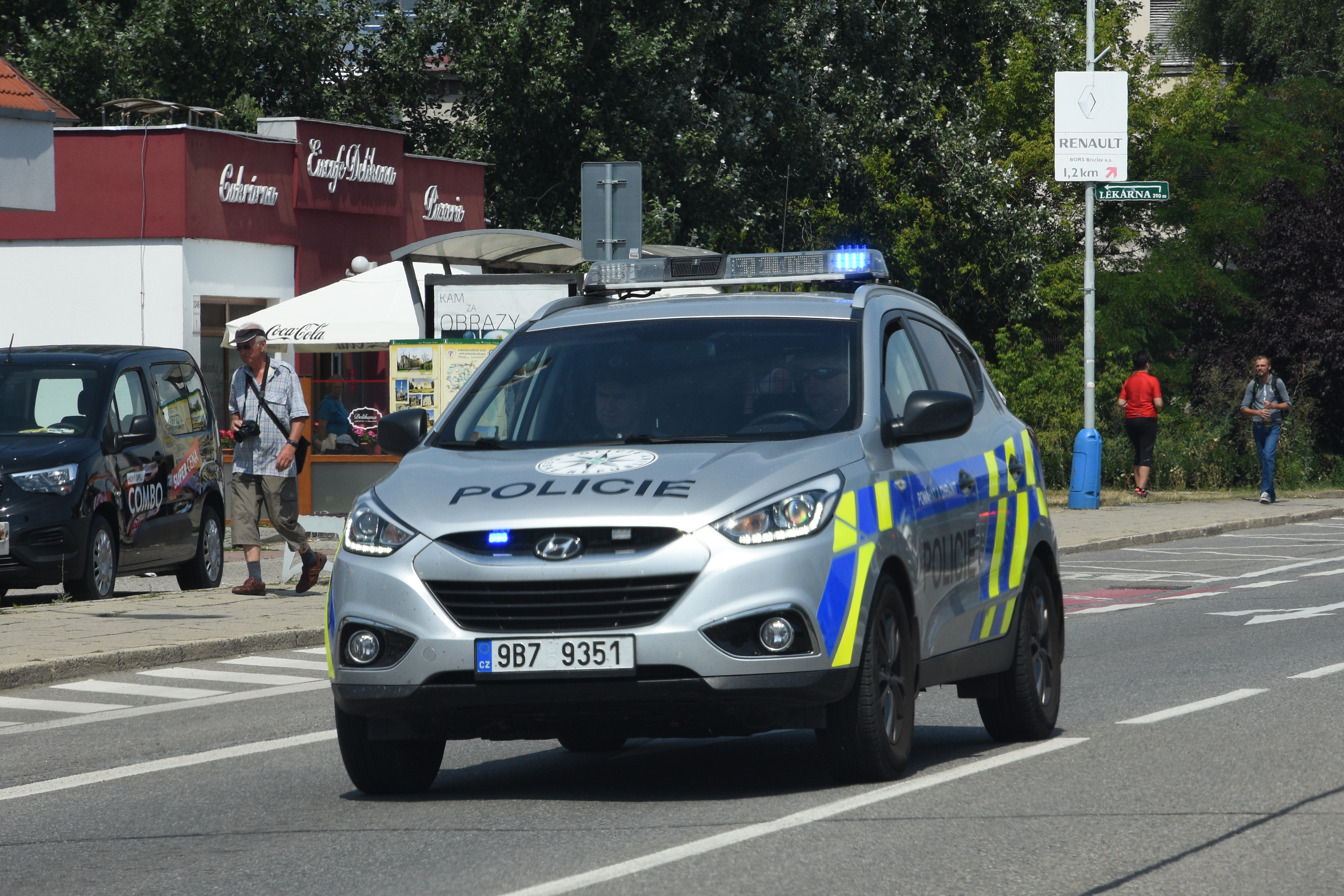
Hyundai ix35

## Нагороди
Відповідно до Указу № 433/2004 Зб., який встановлює тип і зразок службових медалей сил безпеки та причини їх нагородження, поліція Чеської Республіки нагороджує своїх членів такими службовими медалями :
- за особисту хоробрість медаллю «За хоробрість» (чеськ. Za statečnost),
- за виконання особливо важливого службового завдання медаллю «За заслуги» (Za zásluhy o bezpečnost),
- з метою оцінки зразкового виконання службових обов'язків у зв'язку з тривалістю трудових відносин протягом 10, 20 і 30 років — медаль «За вірність» (Za věrnost) III, II і І ступеня відповідно.

| За хоробрість | За заслуги | За вірність |
| ------------- | ---------- | ----------- |
|               |            |             |

## Поліцейська освіта
Поліціянти, службовці та співробітники інших силових структур, а також цивільні абітурієнти можуть навчатися в трьох поліцейських школах. Це державні школи, засновані Міністерством внутрішніх справ, які не входять до складу поліції Чеської Республіки .
- коледж: Поліцейська академія Чеської Республіки в Празі[cz],
- вищі професійні та середні школи: Вища школа поліції та Середня школа поліції Міністерства внутрішніх справ у Празі[cz]; Вища школа поліції та Середня школа поліції Міністерства внутрішніх справ у Голешові.